# مربو (سمام)
مربو (بالفارسية: مربو) هي قرية تقع في إيران في غيلان. يقدر عدد سكانها بـ 205 نسمة بحسب إحصاء 2016.